# Kh-47M2 キンジャール
Kh-47M2 キンジャール（Kh-47M2 Kinzhal ロシア語: Х-47М2 «Кинжал» 「短剣」の意）は、ロシア連邦軍の極超音速空対地ミサイル。最大速度はマッハ10とされ、核弾頭も搭載可能である。北大西洋条約機構（NATO）の用いるNATOコードネームでは、AS-24「キルジョイ」（Killjoy）と呼ばれる。

## 概要
当初発表された能力は以下の通り。（飛翔体単体で）2,000 km（1,200 mi）以上の航続距離、最大マッハ10の速度で飛行し、全ての段階で回避運動を実行する能力を備えていると発表されていたが、実際の速度や航続距離は発表数値に及ばないとする疑問がもたれている。通常弾頭の他に核弾頭も搭載可能。Tu-22M3爆撃機またはMiG-31K戦闘機（本来の主用途は迎撃機）に搭載される空中発射弾道ミサイル（ALBM）である。
2017年12月に就役し、2022年現在はロシア連邦軍の南部軍管区と西部軍管区の空軍基地に配備されている。
2018年3月1日に行われた、ロシア連邦大統領ウラジーミル・プーチンによる年次教書演説において、新型大陸間弾道ミサイル（RS-28）、原子力推進の巡航ミサイル「9M730」、戦略核魚雷と共に発表された6つの戦略核兵器の1つである。
なお、本装備がイスカンデル短距離弾道ミサイルと酷似していることが知られており、イギリスの国防省は「キンジャルは、イスカンデルの空中発射型に過ぎない」と評価している。
（空中発射型であることを勘案しても）実際の射程が公表値より短い可能性があることが2018年当初の公表時点において既に指摘されており、後のタス通信による記事においても射程2000 kmは母機MiG-31Kの戦闘半径を含めたもの（Tu-22M3であれば3000 km）とされている。ただし、空中給油により作戦母機の戦闘半径は延長されうる。
飛翔体単体の射程は非公表。

## 配備と実戦投入
2017年12月1日、キンジャール極超音速ミサイル装備型に改造されたMiG-31Kが運用実験を開始した。
2018年5月、改造された10機のMiG-31Kが模擬戦闘任務に就き、実戦配備の準備が整った。また同月9日に実施された大祖国戦争戦勝記念日パレードにて、本装備を吊架したMiG-31Kがデモンストレーション飛行を実施した。同年12月までに、同型機は黒海ならびにカスピ海周辺において延べ89回の訓練出撃が実施された。
2019年2月までに、MiG-31Kの乗組員は、ミサイルを装備して380回以上の訓練出撃を行い、そのうち少なくとも70回は空中給油を実施した。また、同2019年8月のアヴィアダーツ国際競技大会でも本装備搭載のMiG-31Kが参加した。
イタルタス通信によると、北極でのキンジャールの最初の発射は、2019年11月中旬に行われた。伝えられるところによると、発射はMiG-31Kによって行われた。 オレニヤ空軍基地から、ミサイルはハルミェール＝ユーの試験場に設置された地上目標に命中し、飛行速度はマッハ10に達した。
2021年6月、ロシア連邦航空宇宙軍によるシリア空爆の拠点となっているフメイミム空軍基地から発進したMiG-31Kによってキンジャール極超音速ミサイルがシリアの地上目標に発射された。2021年にキンジャールを搭載したMiG-31Kを装備した別の航空連隊が編成された。
2022年8月18日、ロシア国防省はロシア最西端の飛び地領土カリーニングラード州にキンジャールを装備したMiG-31を3機配備したと発表した。同年2月初旬の未確認の報告によると、キンジャールで武装したMiG-31Kが、ノヴゴロド州ソリツイ2空軍基地からロシア西部のカリーニングラード州チェルニャホフスク海軍空軍基地に展開した。
ロシア航空宇宙軍は、2022年2月19日にキンジャールの発射実験に成功している。

### ロシアのウクライナ侵攻
2022年3月18日、ロシア連邦軍はウクライナ西部のイヴァーノ＝フランキーウシク州デリアティンの地下兵器庫を破壊するためにキンジャールを使用したと述べた。
2023年3月9日、ロシア国防省イゴール・コナシェンコフ報道官が「キンジャールを含む兵器が、ウクライナの軍事インフラの重要な部分を直撃した」と説明した。またウクライナ軍のヴァレリー・ザルジニー総司令官は同日侵攻史上最大の6発が発射されたと発表している。
2023年5月4日、ウクライナのニュースサイトDefence Expressが、撃墜されたとされるミサイルの残骸の写真等を根拠に「キンジャール」極超音速ミサイルが4日午前2時40分頃にキエフ上空で撃墜された可能性があると報じた。これに対しウクライナ空軍のユーリー・イグナット報道官は公共放送Суспільне(suspilne)の取材に対し、「私はすでにこれに1000回反論してきた。昨日見たはずだ。使用の可能性はあったが、弾道ミサイルは記録されていない」と述べ、キンジャール撃墜を否定した。
5月9日、アメリカ国防総省報道官パット・ライダー准将は記者からの「ウクライナ人はロシアのキンジャールを迎撃するためにパトリオットを使用したと主張しているが米国はそれを確認できたのか？」との質問に対し、「彼らがパトリオットミサイル防衛システムを使用してロシアのミサイルを撃墜したことを確認出来る。」と述べるに留め、ロシアのミサイルを迎撃したことは確認したが、それがキンジャールだったかどうかは明言しなかった。ロシアメディアのイズベスチヤは「キンジャールはイスカンデル-Mと同タイプであり設計に多くの共通点がある。どちらも同じ設計局であり、破片の特徴からどのミサイルか正確に判断できるのはおそらく製造者だけだ。」 と述べ、実際のウクライナ軍は過去に迎撃したイスカンデルの破片を用いて、あたかも今回キンジャールを迎撃した様に偽っている、という可能性を主張した。ロシア側はパトリオットが発するレーダー装置の電波を傍受して居場所を把握し、キンジャールを撃ち込んだとみられる。